# Universally Speaking
«Universally Speaking» — песня американской рок-группы Red Hot Chili Peppers, пятый и последний сингл из альбома By the Way, был выпущен только на территории Европы и Австралии. Также, трек был включён в концертный альбом Live in Hyde Park и сборник суперхитов Greatest Hits.
В музыкальном видео снялся Дэйв Шеридан, он сыграл роль неадекватного рок-фаната, пытающегося пробраться на концерт RHCP и вернуть книгу Энтони Кидису, который забыл её в такси из связующего видеоклипа на песню «By the Way». Книга, которую он возвращает Кидису — «Лексикон Дьявола: мимолётное время и короткая жизнь Дарби Крэша и группы Germs», биография Дарби Крэша, покойного фронтмена панк-группы The Germs, за авторством Брендена Маллена. Клип был срежиссирован давним другом группы — Диком Рудом, который уже поработал с музыкантами над клипом на песню «Catholic School Girls Rule» и концертным DVD Off the Map.
Для сингла выбрали такой же рисунок как и на обложке альбома, однако, цвета были возвращены к нормальному состоянию, в отличие от искажённого изображения на лонгплее.
Вопреки распространённому мнению, би-сайд — «Slowly Deeply» был записан в период сессий для альбома Californication в 1998, а не во время работы над By the Way.
Радиостанция XFM охарактеризовала песню: «довольно оптимистичной рок-одой», а журнал Rolling Stone назвал её «психоделией в духе The Beatles».

## Список композиций

### Компакт-диск, версия 1 (2003)
1. «Universally Speaking» (John Frusciante single mix) — 4:18
2. «By the Way» (live acoustic) — 4:59
3. «Don’t Forget Me» (live) — 5:07

### Компакт-диск, версия 2 (2003)
1. «Universally Speaking» (John Frusciante single mix) — 4:20
2. «Slowly Deeply» (previously unreleased) — 2:40
3. «Universally Speaking» (enhanced video)

## Хит-парады
| Чарт (2003)      | Высшая позиция |
| ---------------- | -------------- |
| UK Singles Chart | 27             |